# Lipica
Lipica je naselje v Občini Sežana in najpomembnejše slovensko konjeniško središče na kraški planoti, ob cesti Sežana-mejni prehod Lipica.

## Geografija
Naselje Lipica leži na nadmorski višini 402 m, ob regionalni cesti št. 205, tik ob državni meji z Italijo in je le 11 km oddaljena od Trsta. Obdana je z značilnim kraškim okoljem, bujnimi travniki na katerih rastejo hrast, lipa in kostanj. Njive so na dnu dolov; znani so Mebelinovec, Srnjak in Škilanov dol imenovan po tržaških škofih. Na severni strani je opuščen Čufarjev kamnolom in vhod v opuščen premogovnik, ki je deloval od leta 1778 do 1817. S premogom je zalagal rafinerijo sladkorja na Reki.
K Lipici sodi tudi zaselek Škibini. Nad naseljem se dviga hrib imenovan Kokoš (670 m), po katerem poteka državna meja.
V okolici Lipice se nahaja več kraških jam: Kalčevska jama, Dolga jama, Polhkova peč, Velbenca in bolj znana Lipenska jama, globoka 137 m in dolga 662 m. V bližini je tudi najbolj znana okoli 1300 m dolga jama Vilenica, ki je verjetno najstarejša turistična jama na svetu, saj v njej potekajo (po pisnih virih) organizirani vódeni ogledi že od leta 1633.

## Kobilarna
Osrednja znamenitost Lipice je tamkajšnja kobilarna, kjer poteka vzreja svetovno znanih konjev - lipicancev.
V tem sklopu deluje tudi Galerija Avgusta Černigoja.